# Simon Kraft
Simon Kraft (* 27. März 1805 in Dieburg; † 15. März 1872 ebenda) war ein hessischer Beamter und Politiker und Abgeordneter der 2. Kammer der Landstände des Großherzogtums Hessen.
Simon Kraft war der Sohn des Gemeinderatsdieners Bernhard Kraft und dessen Ehefrau Anna Maria, geborene Breitenbach. Kraft, der katholischen Glaubens war, war Landratsscribent, Verwalter und Gemeindeeinnehmer in Dieburg und heiratete dort am 20. Oktober 1829 Margaretha geborene Linden.
Von 1849 bis 1856 gehörte er der Zweiten Kammer der Landstände an. Er wurde für den Wahlbezirk Starkenburg 12/Reinheim gewählt.